# Captain Carey, U.S.A.
Captain Carey, U.S.A. es una película dirigida por Mitchell Leisen y producida por Richard Maibaum en 1950, y protagonizada por Alan Ladd, Wanda Hendrix y Francis Lederer.
La película ganó el premio Óscar a la mejor canción original por Mona Lisa, canción compuesta e interpretada por Nat King Cole y que llegó a ser número uno en las listas dicho año 1950.